# Cadafael Cadomedd ap Cynfeddw
Cadafael Cadomedd ap Cynfeddw, conosciuto anche come Cadafael ap Cynfeddw  o Cadafael Cadomedd ("Evita battaglie") (fl. VII secolo), è stato sovrano del Regno di Gwynedd dal 634 a circa il 655.
Sembra che non fosse di sangue reale, come si dedurrebbe dalle 'Triadi gallesi', che lo definiscono uno dei "tre re contadini" delle isole britanniche. Approfittando della sconfitta e della morte di Cadwallon, Cadfael prese il potere a scapito del figlio (ancora fanciullo) del defunto re, Cadwaladr. Cadfael si alleò con Penda, re della Mercia e insieme a lui invase il territorio dei northumbriani nel 655. Egli, però, non era ancora giunto sul luogo della battaglia di Winwaed, dove le armate di Penda furono sconfitte. Non si sa con certezza se avesse evitato appositamente la scontro. Comunque sia, da questo episodio gli derivò il soprannome di "Evita battaglie". Sebbene non si conosca il suo destino, è probabile che non abbia regnato ancora molto a lungo: qualche anno dopo fu rimpiazzato, e forse ucciso, da Cadwaladr.